# Cornubrotica
Cornubrotica is een geslacht van kevers uit de familie bladkevers (Chrysomelidae).
De wetenschappelijke naam van het geslacht werd in 1969 gepubliceerd door Bechyne & Bechyne.

## Soorten
- Cornubrotica dilaticornis (Baly, 1879)
- Cornubrotica iuba Moura, 2005